# فضيحة الاعتداء الجنسي الكاثوليكية في كندا
فضيحة الاعتداء الجنسي الكاثوليكية في كندا
تتركز فضيحة الاعتداءات الجنسية الكاثوليكية في كندا معظمها في ابرشيات نيوفنلند، وإن كان هناك إساءة في معظم المحافظات الكندية.

## حالات الاعتداءات الجنسية بحسب المقاطعات
كولومبيا البريطانية
جوزيف لانغ، وضعت كاهنا في «إجازة إدارية» في نيسان 2002. ألأب لانج يواجه اتهامات الاعتداء الجنسي مع قاصر تعود إلى فترة توليه منصب عندما كان كاهن الرعية في كليفلاند بولاية أوهايو في الولايات المتحدة في الثمانينات. أما المطران ألكندي هوبير باتريك أوكونور مطران الروم الكاثوليك لكنيسة الأمير جورج في كولومبيا البريطانية فقد أجبر على الاستقالة بعد اتهامات الاعتداءات الجنسية المرفوعة ضده، وتوفي بعدها بسكتة قلبية.